# 林添丁
林添丁（1892年10月13日—1954年7月16日），臺灣臺南出生，臺灣日治時期旗山郡名人，末代旗山郡郡守兼旗山區接受委員會主席，並曾擔任過高雄縣議會副議長，而在地方上曾擔任過旗山天后宮管理人（1945年－1954年）。

## 生平
林添丁的雙親林文久與劉和為臺南人，清光緒十八年（1892年）時生下了他。林添丁公學校畢業後，於明治四十二年（1909年）擔任蕃薯藔商人洪見萬之僱人，大正四年（1915年）時娶洪見萬次女洪亂為妻。
林添丁後來擔任過蕃薯藔製酒組合書記、旗山釀造株式會社社員，更擔任旗山製冰公司代表、南林醬油商會、旗山商供協會副會長與旗山街防衛團評議員。而在二次大戰之後，由當時的高雄縣長謝東閔指派為旗山郡守，並兼旗山區接受委員會主席，後來又被派任為高雄縣參議會議員，並曾當選為高雄縣議會副議長。